# Station Beernem
Station Beernem is een spoorwegstation zonder personeelsbezetting (een zogenaamde stopplaats) langs spoorlijn 50A (Brussel - Oostende) in de gemeente Beernem.
Het vorige stationsgebouw dateerde uit 1890. Het betrof het standaardtype "1881", dat vooral op het einde van de 19de eeuw massaal door de staat werd opgetrokken, meestal ter vervanging van eerdere gebouwen. Stopplaats Beernem telt twee perrons die met elkaar verbonden zijn door middel van een voetgangerstunnel.
Om de aanleg van een derde en vierde spoor mogelijk te maken werd in november 2017 het stationsgebouw gesloopt. Sinds 1 juli 2015 waren de loketten reeds gesloten. De stopplaats voor de treinen blijft in dienst en de aankoop van reisbiljetten blijft mogelijk met een biljettenautomaat.

## Werken stationsomgeving
Tussen Gent en Brugge legt Infrabel een derde en een vierde spoor aan om de capaciteit van deze lijn te vergroten. Het intensief gebruik voor goederenvervoer naar Zeebrugge en personenvervoer van en naar de kustregio (in het bijzonder 's zomers met veel toeristentreinen) rechtvaardigt deze uitbreiding. Het einde van de werken zijn voorzien voor zomer 2021.
Sinds 24 december 2021 is het station volledig afgewerkt .

### Infrastructuur
Het nieuwe station zal een volledig nieuwe onderdoorgang onder de sporen met nieuwe trappen en toegangshellingen naar de perrons hebben. Langs de hellingen van de onderdoorgang zullen de fietsenstallingen zich bevinden. De perrons zullen verhoogd zijn voor comfortabel instappen. Hierdoor zal het station ook integraal toegankelijk zijn voor personen met een beperking. Er zullen schuilhuisjes en zitmeubilair voorzien worden.

### Stationsomgeving
Er worden twee nieuwe fietsenstallingen (voor 392 fietsen) en 3 nieuwe parkings (voor 119 wagens) voorzien. De haltes van DeLijn worden dichter bij het station geplaatst en zullen conform zijn met de huidige richtlijnen rond toegankelijkheid.
De omgeving wordt groen ingericht en er wordt een eenrichtingsweg aangelegd naar de Hubert d’Ydewallestraat via een nieuwe onderdoorgang onder de Wingene Steenweg.

## Galerij

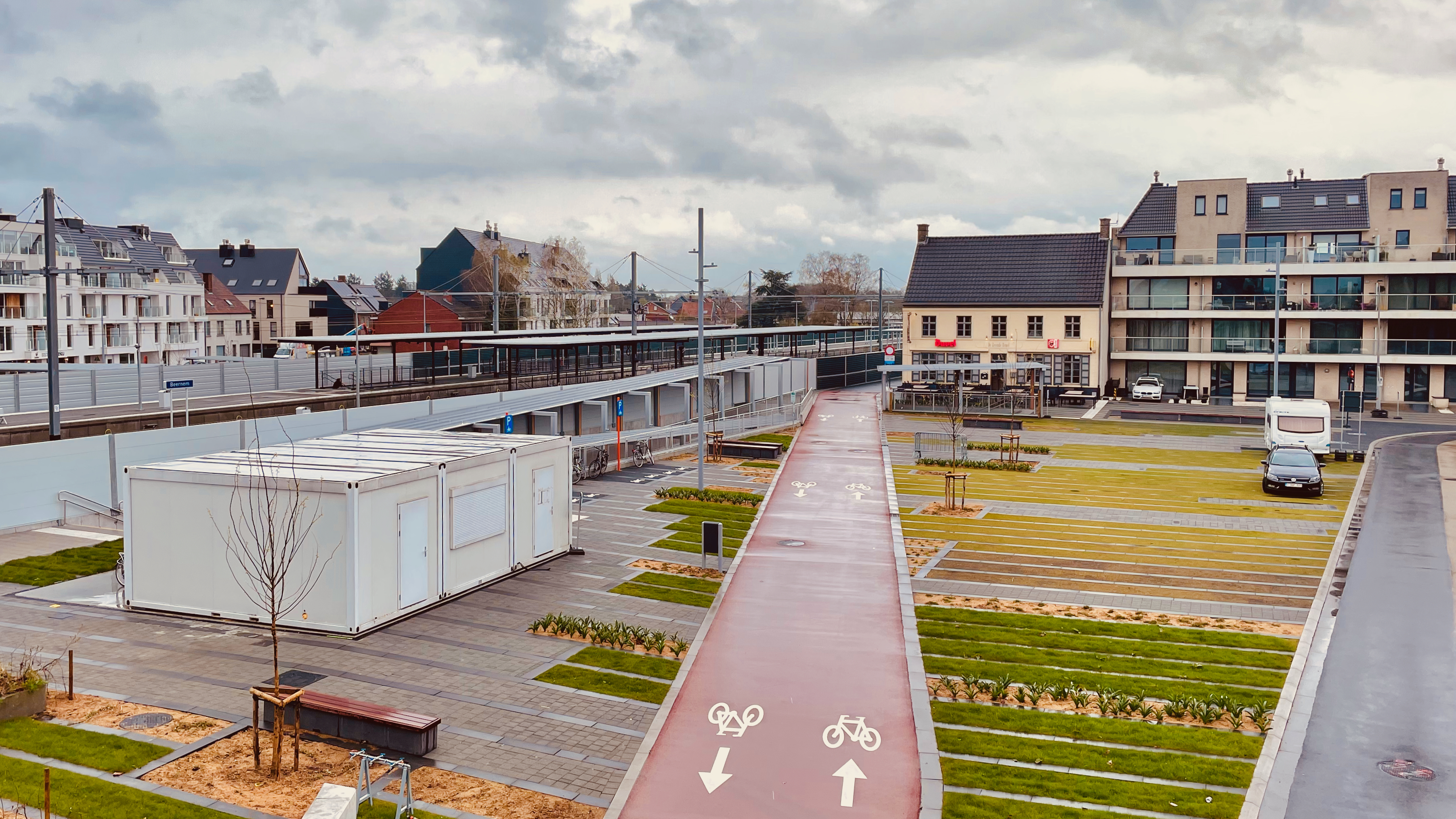
Stationsplein
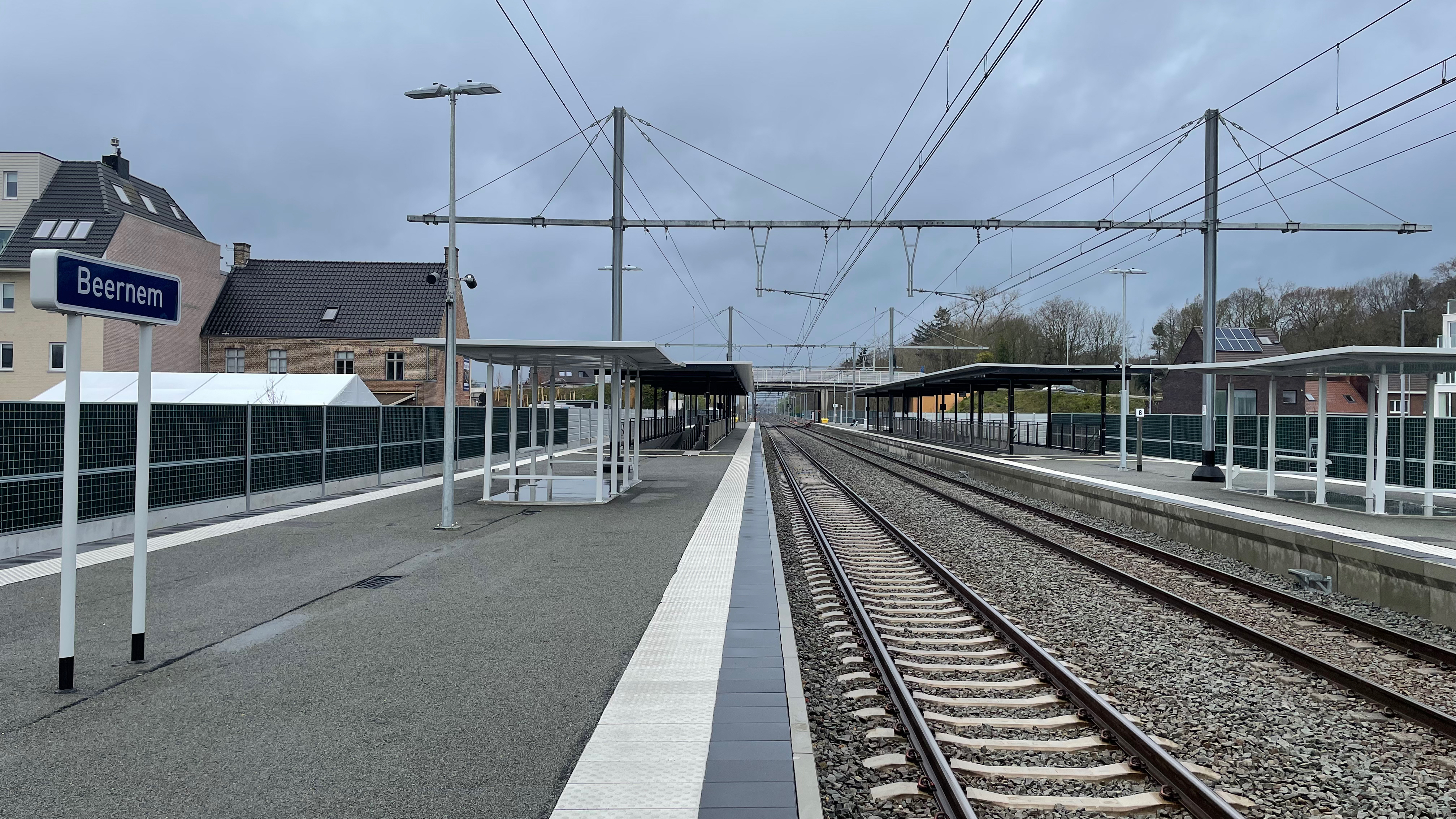
Vernieuwde perrons
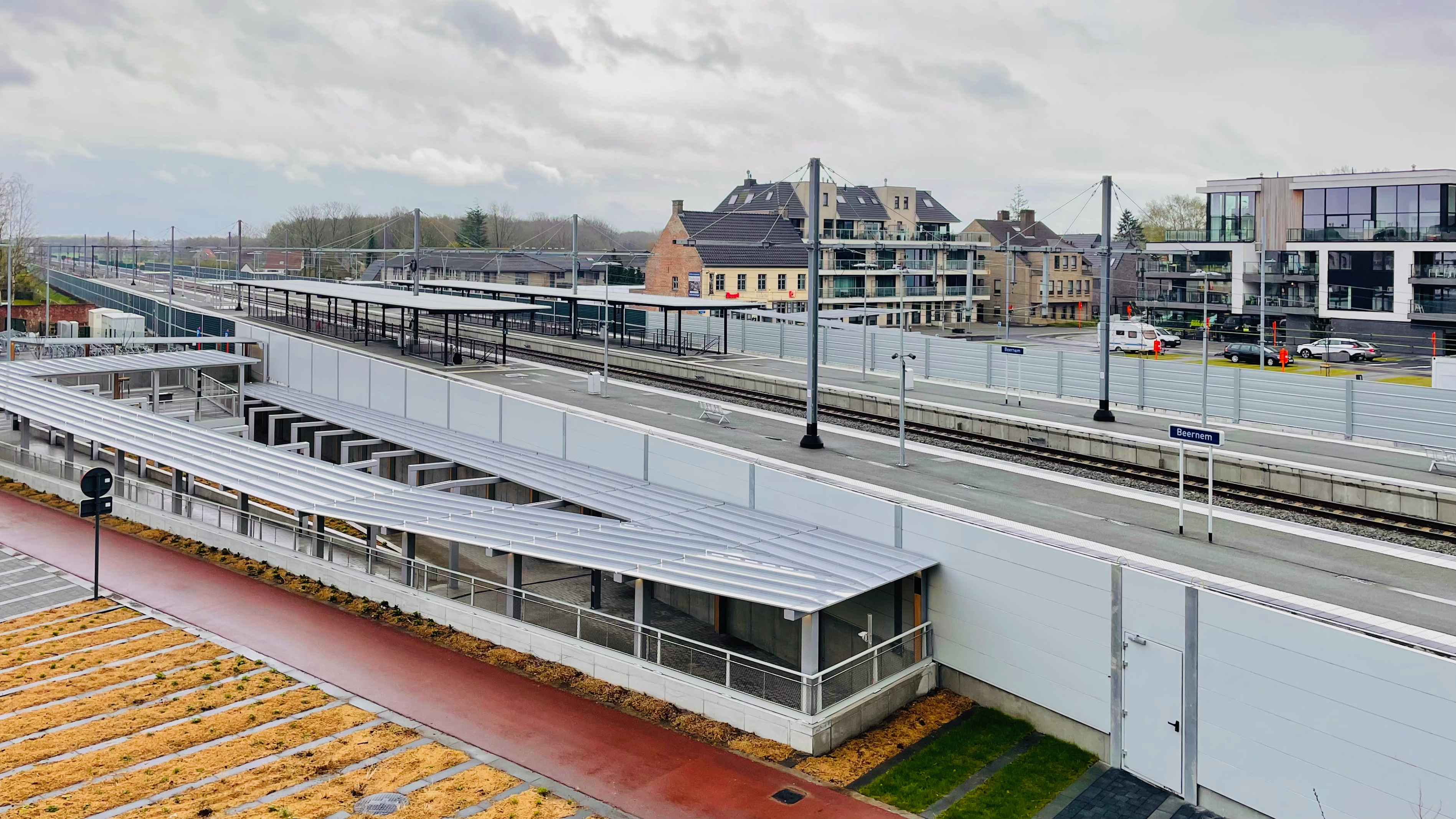
Zicht op het station
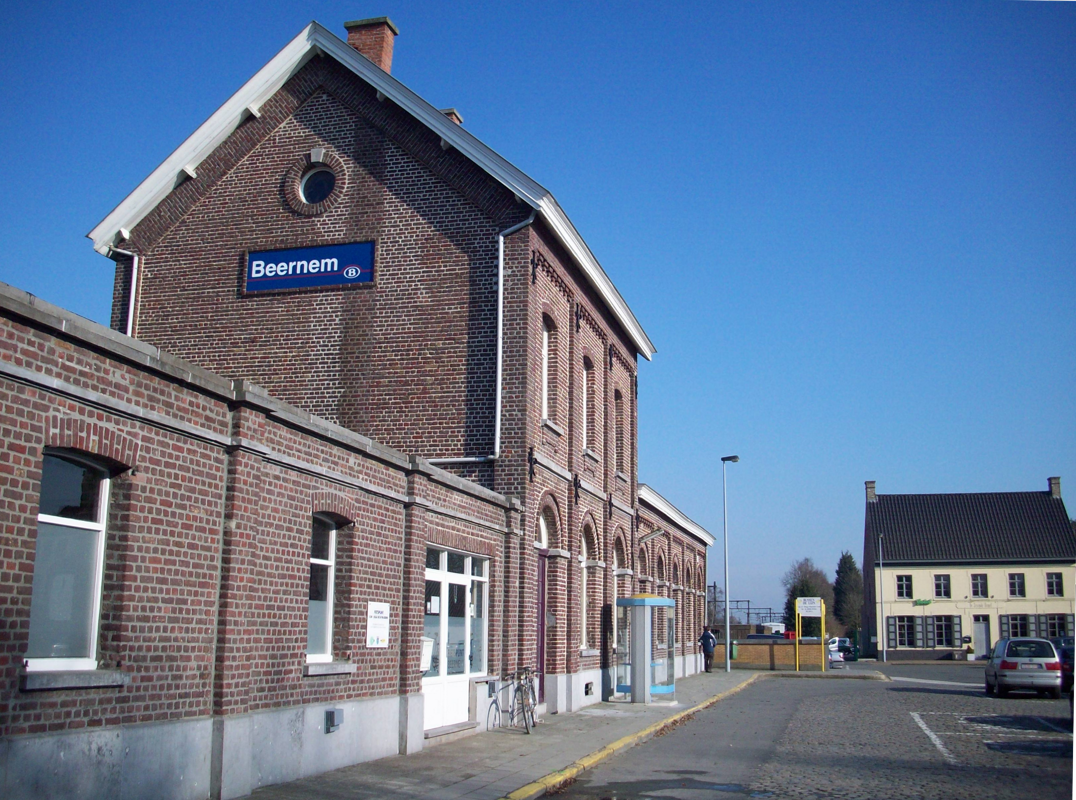
Het voormalige stationsgebouw (type 1881), gesloopt in november 2017.
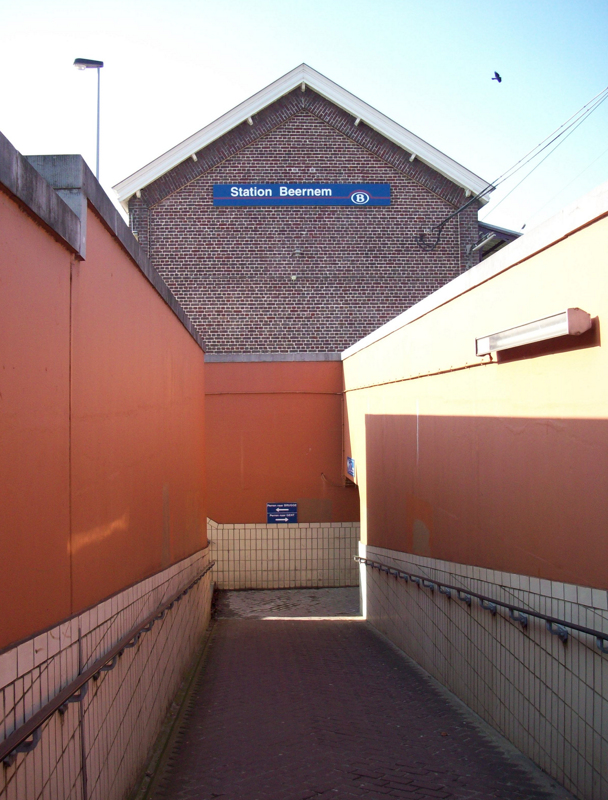
Reizigerstunnel onder de sporen.
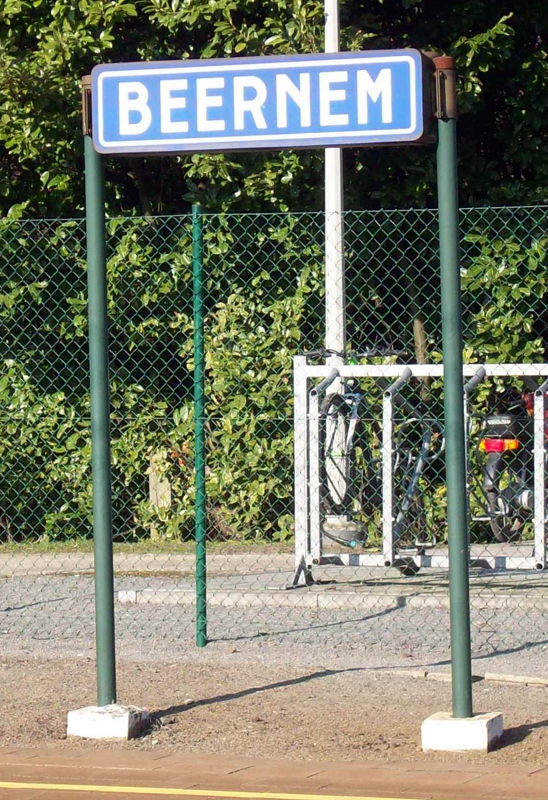
Naambord van de stopplaats Beernem.

## Treindienst
| Serie       | Treinsoort          | Route | Bijzonderheden |
| ----------- | ------------------- | --- | --- |
| L 550       | L-trein (NMBS)      | Mechelen – Dendermonde – Gent-Sint-Pieters – Beernem – Brugge – [ Zeebrugge-Strand ] / [ Zeebrugge-Dorp ]                             | Rijdt in het weekend tussen Zeebrugge-Strand - Gent-Sint-Pieters. Rijdt enkel in juli en augustus in de week tussen Zeebrugge-Strand - Mechelen. |
| P 7000/8000 | Piekuurtrein (NMBS) | [ Oostende – Brugge – Beernem – ] / [ De Panne – ] / [ Poperinge – Ieper – Kortrijk – ] Gent-Sint-Pieters – Brussel-Zuid – Schaarbeek | Twee treinen per dag per richting. Een trein op zondagavond vanaf De Panne.                                                                      |
| P 7050/8050 | Piekuurtrein (NMBS) | Brugge – Beernem – Gent-Sint-Pieters                                                                                                  | Rijdt alleen op werkdagen. |

3,8: Brussel-Zuid ·
7,8: Anderlecht ·
52,1: Gent-Sint-Pieters ·
56,1: Drongen ·
58,8: Halewijn ·
61,9: Landegem ·
64,9: Hansbeke ·
68,5: Bellem ·
71,5: Aalter ·
76,1: Maria-Aalter ·
80,7: Beernem ·
86,5: Oostkamp ·
92,2: Brugge ·
98,9: Varsenare ·
101,8: Jabbeke ·
108,0: Oudenburg ·
109,9: Zandvoorde ·
114,3: Oostende

## Reizigerstellingen
De grafiek en tabel geven het gemiddeld aantal instappende reizigers weer op een week-, zater- en zondag. Wegens de maatregelen tegen de coronapandemie (afstandsonderwijs, werken op afstand...) zijn er in 2020 minder treinreizen kunnen doorgaan.
| Tabel: aantal instappende reizigers station Beernem | Tabel: aantal instappende reizigers station Beernem | Tabel: aantal instappende reizigers station Beernem | Tabel: aantal instappende reizigers station Beernem |
|                                                     | Weekdag                                             | Zaterdag                                            | Zondag                                              |
| --------------------------------------------------- | --------------------------------------------------- | --------------------------------------------------- | --------------------------------------------------- |
| 1977                                                | 1 008                                               | 203                                                 | 192                                                 |
| 1978                                                | 952                                                 | 490                                                 | 178                                                 |
| 1979                                                | 954                                                 | 224                                                 | 186                                                 |
| 1980                                                | 968                                                 | 250                                                 | 193                                                 |
| 1981                                                | 1 081                                               | 270                                                 | 240                                                 |
| 1982                                                | 917                                                 | 268                                                 | 263                                                 |
| 1983                                                | 891                                                 | 225                                                 | 234                                                 |
| 1984                                                | 1 041                                               | 240                                                 | 211                                                 |
| 1985                                                | 946                                                 | 287                                                 | 284                                                 |
| 1986                                                | 912                                                 | 213                                                 | 222                                                 |
| 1987                                                | 816                                                 | 247                                                 | 248                                                 |
| 1988                                                | 839                                                 | 222                                                 | 274                                                 |
| 1989                                                | 781                                                 | 187                                                 | 153                                                 |
| 1990                                                | 842                                                 | 236                                                 | 236                                                 |
| 1991                                                | 1 001                                               | 206                                                 | 213                                                 |
| 1992                                                | 1 078                                               | 223                                                 | 210                                                 |
| 1993                                                | 1 052                                               | 262                                                 | 229                                                 |
| 1994                                                | 1 025                                               | 283                                                 | 209                                                 |
| 1995                                                | 953                                                 | 305                                                 | 261                                                 |
| 1996                                                | 1 112                                               | 336                                                 | 254                                                 |
| 1997                                                | 1 047                                               | 199                                                 | 135                                                 |
| 1998                                                | 1 060                                               | 304                                                 | 224                                                 |
| 1999                                                | 994                                                 | 325                                                 | 248                                                 |
| 2000                                                | 1 072                                               | 308                                                 | 224                                                 |
| 2001                                                | 717                                                 | 230                                                 | 201                                                 |
| 2002                                                | 724                                                 | 244                                                 | 240                                                 |
| 2003                                                | 818                                                 | 229                                                 | 236                                                 |
| 2004                                                | 708                                                 | 218                                                 | 176                                                 |
| 2005                                                | 768                                                 | 260                                                 | 188                                                 |
| 2006                                                | 753                                                 | 240                                                 | 245                                                 |
| 2007                                                | 801                                                 | 288                                                 | 244                                                 |
| 2008                                                | -                                                   | -                                                   | -                                                   |
| 2009                                                | 708                                                 | 215                                                 | 303                                                 |
| 2010                                                | -                                                   | -                                                   | -                                                   |
| 2011                                                | -                                                   | -                                                   | -                                                   |
| 2012                                                | 849                                                 | 260                                                 | 215                                                 |
| 2013                                                | 799                                                 | 212                                                 | 219                                                 |
| 2014                                                | 737                                                 | 212                                                 | 191                                                 |
| 2015                                                | 652                                                 | 188                                                 | 234                                                 |
| 2016                                                | 651                                                 | 208                                                 | 210                                                 |
| 2017                                                | 749                                                 | 202                                                 | 240                                                 |
| 2018                                                | 647                                                 | 230                                                 | 206                                                 |
| 2019                                                | 601                                                 | 172                                                 | 138                                                 |
| 2020                                                | 428                                                 | 151                                                 | 169                                                 |
| 2021                                                | -                                                   | -                                                   | -                                                   |
| 2022                                                | 649                                                 | 247                                                 | 272                                                 |
| 2023                                                | 647                                                 | 137                                                 | 166                                                 |
| 2024                                                | 597                                                 | 135                                                 | 155                                                 |